# Nuoto sincronizzato ai Giochi della XXXI Olimpiade - Duo
La gara di Duo del nuoto sincronizzato dei giochi olimpici di Rio de Janeiro 2016 si è svolta dal 15 al 17 agosto 2016 presso il Centro Aquático Maria Lenk. Ha visto in gara 24 coppie di atlete provenienti da 24 nazioni.

## Qualificati al torneo olimpico
Ogni nazione la cui squadra si è qualificata per la gara a squadre è automaticamente qualificata anche per il duo; gli ulteriori 15 posti nell'evento sono assegnati mediante un torneo di qualificazione, rispettando una sola coppia rappresentante per nazione.
Per il continente americano oltre al Brasile, paese ospitante, accede anche la miglior squadra continentale.
| Nazione       | Duo                                                      | Qualificazione                                                                              |
| ------------- | -------------------------------------------------------- | ------------------------------------------------------------------------------------------- |
| Brasile       | Luisa Borges Maria Eduarda Miccuci                       | già qualificate nella gara a squadre                                                        |
| Russia        | Natal'ja Iščenko Svetlana Romašina                       | già qualificate nella gara a squadre                                                        |
| Egitto        | Samia Ahmed Dara Hassanien                               | già qualificate nella gara a squadre                                                        |
| Cina          | Huang Xuechen Sun Wenyan                                 | già qualificate nella gara a squadre                                                        |
| Australia     | Nikita Pablo Amber-Rose Stackpole                        | già qualificate nella gara a squadre                                                        |
| Ucraina       | Lolita Ananasova Anna Vološyna                           | già qualificate nella gara a squadre                                                        |
| Giappone      | Yukiko Inui Risako Mitsui                                | già qualificate nella gara a squadre                                                        |
| Italia        | Linda Cerruti Costanza Ferro                             | già qualificate nella gara a squadre                                                        |
| Canada        | Jacqueline Simoneau Karine Thomas                        | vincitrice dei Giochi panamericani 2015 (Toronto, 9-11 luglio 2015)                         |
| Spagna        | Ona Carbonell Gemma Mengual                              | prime 15 classificate al torneo di qualificazione olimpico (Rio de Janeiro, 2-6 marzo 2016) |
| Francia       | Laura Auge Margaux Chretien                              | prime 15 classificate al torneo di qualificazione olimpico (Rio de Janeiro, 2-6 marzo 2016) |
| Grecia        | Evangelia Papazoglou Evangelia Platanioti                | prime 15 classificate al torneo di qualificazione olimpico (Rio de Janeiro, 2-6 marzo 2016) |
| Messico       | Karem Achach Nuria Diosdado                              | prime 15 classificate al torneo di qualificazione olimpico (Rio de Janeiro, 2-6 marzo 2016) |
| Austria       | Anna-Maria Alexandri Eirini-Marina Alexandri             | prime 15 classificate al torneo di qualificazione olimpico (Rio de Janeiro, 2-6 marzo 2016) |
| Stati Uniti   | Anita Alvarez Mariya Koroleva                            | prime 15 classificate al torneo di qualificazione olimpico (Rio de Janeiro, 2-6 marzo 2016) |
| Svizzera      | Sophie Giger Sascia Kraus                                | prime 15 classificate al torneo di qualificazione olimpico (Rio de Janeiro, 2-6 marzo 2016) |
| Rep. Ceca     | Soňa Bernardová Alžběta Dufková                          | prime 15 classificate al torneo di qualificazione olimpico (Rio de Janeiro, 2-6 marzo 2016) |
| Kazakistan    | Alexandra Nemich Yekaterina Nemich                       | prime 15 classificate al torneo di qualificazione olimpico (Rio de Janeiro, 2-6 marzo 2016) |
| Colombia      | Estefania Álvarez Piedrahita Mónica Sarai Arango Estrada | prime 15 classificate al torneo di qualificazione olimpico (Rio de Janeiro, 2-6 marzo 2016) |
| Israele       | Anastasia Glushkov Ivegeniia Tetelbaum                   | prime 15 classificate al torneo di qualificazione olimpico (Rio de Janeiro, 2-6 marzo 2016) |
| Argentina     | Etel Sánchez Sofia Sánchez                               | prime 15 classificate al torneo di qualificazione olimpico (Rio de Janeiro, 2-6 marzo 2016) |
| Slovacchia    | Nada Daabousova Jana Labathova                           | prime 15 classificate al torneo di qualificazione olimpico (Rio de Janeiro, 2-6 marzo 2016) |
| Gran Bretagna | Katie Clarke Olivia Allison-Federici                     | prime 15 classificate al torneo di qualificazione olimpico (Rio de Janeiro, 2-6 marzo 2016) |
| Bielorussia   | Iryna Limanouskaya Veronika Yesipovich                   | prime 15 classificate al torneo di qualificazione olimpico (Rio de Janeiro, 2-6 marzo 2016) |

## Qualificazioni
| Posizione | Duo                                       | Nazione       | Prova Tecnica | Prova Libera | Totale   | Note |
| --------- | ----------------------------------------- | ------------- | ------------- | ------------ | -------- | ---- |
| 1         | N. Iščenko S. Romašina                    | Russia        | 98.0667       | 96.4577      | 194.5244 | Q    |
| 2         | Huang X. Sun W.                           | Cina          | 96.0667       | 95.3688      | 191.4355 | Q    |
| 3         | Y. Inui R. Mitsui                         | Giappone      | 94.4000       | 93.1214      | 187.5214 | Q    |
| 4         | L. Ananasova A. Vološyna                  | Ucraina       | 93.5333       | 93.1358      | 186.6691 | Q    |
| 5         | O. Carbonell G. Mengual                   | Spagna        | 93.7667       | 92.5024      | 186.2691 | Q    |
| 6         | L. Cerruti C. Ferro                       | Italia        | 90.4412       | 91.1333      | 181.5745 | Q    |
| 7         | J. Simoneau K. Thomas                     | Canada        | 90.0667       | 89.2916      | 179.3583 | Q    |
| 8         | L. Auge M. Chretien                       | Francia       | 86.8667       | 86.2824      | 173.1491 | Q    |
| 9         | A. Alvarez M. Koroleva                    | Stati Uniti   | 86.4333       | 86.4612      | 172.8945 | Q    |
| 10        | E. Papazoglou E. Platanioti               | Grecia        | 86.1000       | 85.3550      | 171.4550 | Q    |
| 11        | K. Achach N. Diosdado                     | Messico       | 85.7333       | 85.3550      | 170.6601 | Q    |
| 12        | A.M. Alexandri E.M. Alexandri             | Austria       | 85.2667       | 85.0637      | 170.3304 | Q    |
| 13        | L. Borges M.E. Miccuci                    | Brasile       | 84.0333       | 83.3008      | 167.3341 |      |
| 14        | S. Giger S. Kraus                         | Svizzera      | 83.5667       | 83.3366      | 166.9033 |      |
| 15        | A. Nemich Y. Nemich                       | Kazakistan    | 81.4000       | 83.3366      | 162.8686 |      |
| 16        | E. Álvarez Piedrahita M.S. Arango Estrada | Colombia      | 80.4667       | 80.3363      | 160.8030 |      |
| 17        | K. Clarke O. Allison-Federici             | Gran Bretagna | 79.9667       | 80.7650      | 160.7317 |      |
| 18        | S. Bernardová A. Dufková                  | Rep. Ceca     | 80.5333       | 80.0640      | 160.5973 |      |
| 19        | E. Sánchez S. Sánchez                     | Argentina     | 79.8333       | 79.4829      | 159.3162 |      |
| 20        | A. Glushkov I. Tetelbaum                  | Israele       | 78.9000       | 79.4488      | 158.3488 |      |
| 21        | I. Limanouskaya V. Yesipovich             | Bielorussia   | 79.0000       | 78.9913      | 157.9913 |      |
| 22        | N. Daabousova J. Labathova                | Slovacchia    | 77.7000       | 78.3607      | 156.0607 |      |
| 23        | S. Ahmed D. Hassanien                     | Egitto        | 77.6000       | 76.5306      | 154.1306 |      |
| 24        | N. Pablo A.R. Stackpole                   | Australia     | 74.7667       | 73.6360      | 148.4027 |      |

## Finale
Le sincronette si sono esibite solo con la prova libera, mantenendo il punteggio della prova tecnica ottenuto nella fase precedente.
| Posizione | Duo                           | Nazione     | Prova tecnica | Prova libera | Punteggio |
| --------- | ----------------------------- | ----------- | ------------- | ------------ | --------- |
|           | N. Iščenko S. Romašina        | Russia      | 96.4577       | 98.5333      | 194.9910  |
|           | Huang X. Sun W.               | Cina        | 95.3688       | 97.0000      | 192.3688  |
|           | Y. Inui R. Mitsui             | Giappone    | 93.1214       | 94.9333      | 188.0547  |
| 4         | L. Ananasova A. Vološyna      | Ucraina     | 93.1358       | 94.0000      | 187.1358  |
| 5         | O. Carbonell G. Mengual       | Spagna      | 92.5024       | 94.1333      | 186.6357  |
| 6         | L. Cerruti C. Ferro           | Italia      | 90.4412       | 92.3667      | 182.8079  |
| 7         | J. Simoneau K. Thomas         | Canada      | 89.2916       | 90.6000      | 179.8916  |
| 8         | L. Auge M. Chretien           | Francia     | 86.2824       | 87.9667      | 174.2491  |
| 9         | A. Alvarez M. Koroleva        | Stati Uniti | 86.4612       | 87.5333      | 173.9945  |
| 10        | E. Papazoglou E. Platanioti   | Grecia      | 85.3550       | 86.5000      | 171.8550  |
| 11        | K. Achach N. Diosdado         | Messico     | 84.9268       | 86.0667      | 170.9935  |
| 12        | A.M. Alexandri E.M. Alexandri | Austria     | 85.0637       | 85.5333      | 170.5970  |